# Ștefan Lackfi al II-lea
Ștefan Lackfi al II-lea (în maghiară Lackfi István, în croată Stjepan II. Lacković) a fost voievod al Transilvaniei între anii 1373-1376, și ban al Croației între anii 1371-1372 și 1383-1384.